# Mamacita
Mamacita é o sétimo álbum de estúdio em coreano (oitavo, no total) da boy band sul-coreana Super Junior. Foi lançado nas lojas físicas no dia 1 de setembro de 2014, pela gravadora SM Entertainment, sendo distribuído pela KT Music, e disponibilizado para download digital em sites especializados dias antes, em 29 de agosto de 2014. O álbum foi o primeiro lançamento inédito do grupo na Coreia do Sul em mais de dois anos após seu último trabalho, o álbum de estúdio Sexy, Free & Single, de julho de 2012. Mamacita foi relançado em 27 de outubro, com um novo título, This Is Love, incluindo três canções inéditas.
O álbum marca a volta de Heechul e Leeteuk, ausentes das atividades oficiais do Super Junior desde 2011 e 2012, respectivamente, devido ao serviço militar obrigatório. No entanto, o álbum é o primeiro com a ausência de Yesung, que retornou somente em 2015 do serviço militar obrigatório, e o último com a participação de Shindong e Sungmin, que alistaram-se no início de 2015. Apesar da ausência de Yesung, o mesmo participou da gravações de algumas canções presentes no álbum.
Mamacita é o quarto álbum em coreano do grupo onde dez dos treze integrantes originais participaram das gravações e promoções, formação que prevaleceu desde o lançamento de Bonamana até 2015.

## Lista de faixas
| Versões A e B  |                                             |                                         |                                                        |         |  |
| N.º            | Título                                      | Letras                                  | Música                                                 | Duração |  |
| 1.             | "Mamacita" (아야야)                         | Yoo Young-jin                           | DOM, Yoo Young-jin, Lee Hyun-seung, J.SOL, Teddy Riley | 3:27    |  |
| 2.             | "춤을 춘다" (Midnight Blues)                | Shin Jin-hye, Lee Yoo-jin               | Jason Gill, Curtis Richa, Emanuel Olsson               | 4:21    |  |
| 3.             | "백일몽" (Evanesce)                         | Misfit                                  | DOM, Kim Tae-sung, Andrew Choi, Teddy Riley            | 3:44    |  |
| 4.             | "사랑이 멎지 않게" (Raining Spell for Love) | Jung Ju-hee                             | DOM, Lee Hyun-seung, J.SOL, Teddy Riley                | 3:22    |  |
| 5.             | "Shirt"                                     | Lee Donghae, Team One Sound             | Lee Donghae, Team One Sound                            | 3:28    |  |
| 6.             | "This Is Love"                              | Kim Ji-won, Cho Yoon-kyung              | Kim Ji-hu, Park Seul-gi, Lola Fair, Nermin Harambasic  | 3:49    |  |
| 7.             | "Let's Dance"                               | Seo Ji-eum                              | Im Kwang-wook, Ylva Dimberg, Nermin Harambasic         | 3:45    |  |
| 8.             | "Too Many Beautiful Girls"                  | Kim In-hyung, Shin Jin-hye, Lee Seuran  | Chris Young, Andy Jackson                              | 3:20    |  |
| 9.             | "환절기" (Mid-season)                       | Hwang Hyun                              | Hwang Hyun                                             | 4:01    |  |
| 10.            | "Islands"                                   | Seo Ji-eum, Lee Yoo-jin, Cho Yoon-kyung | Ricky Hanley, Alex Holmgren, Andreas Stone Johansson   | 4:27    |  |
| Duração total: | Duração total:                              | Duração total:                          | Duração total:                                         | 37:44   |  |

| Relançamento (This Is Love) |                                             |                                         |                                                            |         |  |
| N.º                         | Título                                      | Letras                                  | Música                                                     | Duração |  |
| 1.                          | "This Is Love" (Stage Version)              | Kim Ji-won, Cho Yoon-kyung              | Kim Ji-hu, Park Seul-gi, Lola Fair, Nermin Harambasic      | 4:07    |  |
| 2.                          | "Hit Me Up"                                 | Lee Chae-yoon                           | Teddy Riley, DOM, Lee Hyun-seung, Daniel 'Obi' Klein, Mage | 3:24    |  |
| 3.                          | "Mamacita" (아야야)                         | Yoo Young-jin                           | DOM, Yoo Young-jin, Lee Hyun-seung, J.SOL, Teddy Riley     | 3:27    |  |
| 4.                          | "춤을 춘다" (Midnight Blues)                | Shin Jin-hye, Lee Yoo-jin               | Jason Gill, Curtis Richa, Emanuel Olsson                   | 4:21    |  |
| 5.                          | "Don't Leave Me"                            | Choi Siwon, Iconic Sounds               | Choi Siwon, 220, Iconic Sounds                             | 3:41    |  |
| 6.                          | "중" (...ing)                               | Park Chang-hyun                         | Park Chang-hyun                                            | 4:16    |  |
| 7.                          | "백일몽" (Evanesce)                         | Misfit                                  | DOM, Kim Tae-sung, Andrew Choi, Teddy Riley                | 3:44    |  |
| 8.                          | "사랑이 멎지 않게" (Raining Spell for Love) | Jung Ju-hee                             | DOM, Lee Hyun-seung, J.SOL, Teddy Riley                    | 3:22    |  |
| 9.                          | "Shirt"                                     | Lee Donghae, Team One Sound             | Lee Donghae, Team One Sound                                | 3:28    |  |
| 10.                         | "Let's Dance"                               | Seo Ji-eum                              | Im Kwang-wook, Ylva Dimberg, Nermin Harambasic             | 3:45    |  |
| 11.                         | "Too Many Beautiful Girls"                  | Kim In-hyung, Shin Jin-hye, Lee Seuran  | Chris Young, Andy Jackson                                  | 3:20    |  |
| 12.                         | "환절기" (Mid-season)                       | Hwang Hyun                              | Hwang Hyun                                                 | 4:01    |  |
| 13.                         | "Islands"                                   | Seo Ji-eum, Lee Yoo-jin, Cho Yoon-kyung | Ricky Hanley, Alex Holmgren, Andreas Stone Johansson       | 4:27    |  |
| Duração total:              | Duração total:                              | Duração total:                          | Duração total:                                             | 58:24   |  |

## Desempenho nas tabelas musicais

### Álbum
| País           | Parada                    | Melhor posição |
| -------------- | ------------------------- | -------------- |
| Coreia do Sul  | Gaon Weekly Album Chart   | 1              |
| Coreia do Sul  | Gaon Monthly Album Chart  | 1              |
| Japão          | Oricon Daily Album Charts | 3              |
| Hong Kong      | Metro International Chart | 18             |
| Estados Unidos | Billboard World Albums    | 1              |
| Estados Unidos | Heatseekers Album         | 39             |

### Canções
| País           | Parada                        | Canção   | Melhor posição |
| -------------- | ----------------------------- | -------- | -------------- |
| Coreia do Sul  | Gaon Digital Chart (Geral)    | Mamacita | 11             |
| Coreia do Sul  | Gaon Digital Chart (Nacional) | Mamacita | 10             |
| Coreia do Sul  | Gaon Social Chart             | Mamacita | 15             |
| Coreia do Sul  | Gaon Streaming Chart          | Mamacita | 43             |
| Coreia do Sul  | Gaon Mobile Chart             | Mamacita | 22             |
| China          | Baidu Real Time King Chart    | Mamacita | 2              |
| China          | Baidu New Song Chart          | Mamacita | 3              |
| Estados Unidos | World Digital Songs           | Mamacita | 4              |

| País  | Parada                     | Canção                   | Melhor posição |
| ----- | -------------------------- | ------------------------ | -------------- |
| China | Baidu Real Time King Chart | Midnight Blues           | 10             |
| China | Baidu Real Time King Chart | Shirt                    | 4              |
| China | Baidu Real Time King Chart | Evanesce                 | 13             |
| China | Baidu Real Time King Chart | This Is Love             | 15             |
| China | Baidu Real Time King Chart | Let's Dance              | 21             |
| China | Baidu Real Time King Chart | Too Many Beautiful Girls | 19             |
| China | Baidu Real Time King Chart | Raining Spell for Love   | 17             |
| China | Baidu Real Time King Chart | Mid-season               | 20             |
| China | Baidu Real Time King Chart | Islands                  | 16             |
| China | Baidu New Song Chart       | Midnight Blues           | 15             |
| China | Baidu New Song Chart       | Shirt                    | 21             |
| China | Baidu New Song Chart       | Evanesce                 | 28             |
| China | Baidu New Song Chart       | This Is Love             | 30             |

## Vendas
| País/Parada | Álbum        | Vendas    |
| ----------- | ------------ | --------- |
| Gaon Chart  | Mamacita     | + 265,781 |
| Gaon Chart  | This Is Love | + 143,515 |
| Total       |              |           |
| + 409,296   |              |           |

## Histórico de lançamento
| Versão       | País          | Data                   | Formato          | Distribuição |
| ------------ | ------------- | ---------------------- | ---------------- | ------------ |
| A            | Coreia do Sul | 29 de agosto de 2014   | Download digital | KT Music     |
| A            | Coreia do Sul | 1 de setembro de 2014  | CD               | KT Music     |
| B            | Coreia do Sul | 12 de setembro de 2014 | CD               | KT Music     |
| Relançamento | Coreia do Sul | 23 de outubro de 2014  | Download digital | KT Music     |
| Relançamento | Coreia do Sul | 27 de outubro de 2014  | CD               | KT Music     |
| Relançamento | Taiwan        | 24 de dezembro de 2014 | CD + DVD         | Avex Taiwan  |